# Municipio de Acanceh

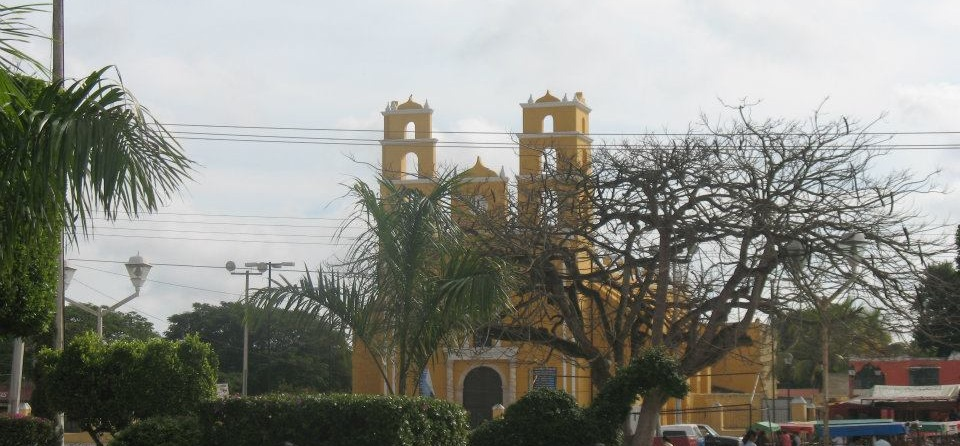
Iglesia de Acanceh

El Municipio de Acanceh es uno de los 106 municipios del estado mexicano de Yucatán. Su cabecera municipal es la localidad homónima de Acanceh.

## Toponimia
El toponímico Acanceh (pronúnciese "akankej") significa en idioma maya ‘quejido de venado’ por provenir de los vocablos Áakam, ‘quejido’ y kéej, ‘venado’ (Odocoileus virginianus yucatanensis).

## Ubicación
Limita con el municipio de Kanasín al noroeste; con Tixpéhual al norte; con Tecoh al suroeste; con Cuzamá al suroeste; con Seyé al este; con Timucuy al oeste. Además de la cabecera dentro del territorio correspondiente al municipio, quedan comprendidas cinco localidades: Petectunich, Canicab, Tepich Carrillo, Sácchich y Ticopó. Pertenece el municipio a la denominada zona henequenera de Yucatán.

### Localidades
- Dzitiná

## Datos históricos
- La región donde se ubica el municipio de Acanceh Bramido o quejido de venado, perteneció antes de la conquista de Yucatán al cacicazgo de Chakán y fue un poblado de importancia, si se juzga por los montículos que hasta la fecha existen en este lugar y que son vestigios de la cultura maya aún no explorados ni expuestos arqueológicamente.
- En la segunda mitad del siglo XVI, después de la conquista, se fundó el poblado de Acanceh. Se estableció ahí una encomienda que duró toda la época colonial. Los encomenderos más sobresalientes fueron el capitán Francisco de Arceo y la señora Ana de Argüelles.
- 1825: Acanceh forma parte del partido de la sierra Baja cuya cabecera era el pueblo de Mama.
- 1837: Acanceh se vuelve población del partido de Mérida.
- 1840: Se desprende Acanceh del partido de Mérida y se integra al de Tecoh.
- 1862: Acanceh vuelve a pertenecer al partido de Mérida.
- 1918: La ley orgánica de los municipios del estado de Yucatán promulgada en el gobierno del general Salvador Alvarado hace que Acanceh se transforme en municipio libre.
- 1922: El 20 de diciembre, por decreto del gobernador socialista Felipe Carrillo Puerto, la cabecera municipal, Acanceh, vuelve a la categoría de pueblo, que conserva hasta nuestros días.

## Economía
Acanceh es un municipio que, ubicado en la zona central norte del estado perteneció a la denominada zona henequenera de Yucatán dada la vocación agrícola de sus tierras que favorece el cultivo del agave. Junto con los municipios circunvecinos se dedicó por muchos años hasta finales del siglo XX a la industria henequenera como principal actividad productiva.
Con la declinación de la agroindustria se dio en Acanceh un proceso de diversificación de la actividad agrícola. Hoy en el territorio municipal se cultiva principalmente maíz, frijol y hortalizas. Algunas variedades de chiles también se cosechan en la región, así como algunos frutales.
Se da la cría de ganado bovino, así como la de ganado porcino y aves de corral.

## Atractivos turísticos
- Arquitectónicos: El exconvento y templo de la Virgen de Guadalupe, probablemente construido a fines del siglo XVI. El templo de Nuestra Señora de la Natividad, construido en el siglo XVII.

- Arqueológicos: Además de los muy importantes vestigios mayas en la ciudad de Acanceh, cabecera municipal, hay en el municipio otros yacimientos arqueológicos de la cultura maya de importancia como: Canicab, Poxilá y Ekmul.

- Fiestas populares: Del 3 al 7 de octubre se celebra la fiesta en honor a la Virgen del Rosario. Del 14 al 17 de agosto, en Petectunich festejan a la Purísima Concepción. Del 27 de noviembre al 12 de diciembre a la Virgen de Guadalupe. Durante estas festividades religiosas se organizan procesiones, gremios, corridas de toros y las tradicionales vaquerías.